# Boulder Valley
Das Boulder Valley (englisch für Felsbrockental) ist ein breites, 2,4 km langes und u-förmiges Tal auf der James-Ross-Insel im westantarktischen Weddell-Meer. Es liegt zwischen dem Terrapin Hill und dem Blancmange Hill. Der Taleingang befindet sich am Ufer der Croft Bay.
Das UK Antarctic Place-Names Committee benannte es 2006 nach den zahlreichen großen Felsbrocken auf der Ostseite des Tals.